# Marsonja
Marsonja is een bestuurslaag in het regentschap Labuhan Batu Selatan van de provincie Noord-Sumatra, Indonesië. Marsonja telt 2023 inwoners (volkstelling 2010).